# Bleed It Out
"Bleed It Out" là một bài hát của ban nhạc rock người Mỹ Linkin Park. Bài hát được phát hành làm đĩa đơn thứ 2 trong album phòng thu thứ 3 của họ, Minutes to Midnight. Đĩa đơn được phát hành vào ngày 17 tháng 8 năm 2007.
Vào ngày 30 tháng 7 năm 2007, video âm nhạc của bài đã được chiếu trên MTV Đức và MTV Châu Á, cũng như đã được công chiếu lần đầu tại Canada thông qua chương trình Đếm ngược của kênh Muchmusic và trang web phát video trực tuyến MuchAxs của họ. Bài hát này đã đạt hạng 44 trên danh sách 100 bài hát hay nhất năm 2007 của Rolling Stone. Bài hát này cũng đạt hạng 83 trên danh sách Top 100 Hits năm 2007 của MTV châu Á.

## Hoàn cảnh
"Bleed It Out" là ca khúc đầu tiên trong số 2 ca khúc của album có phần rap của Mike Shinoda, ca khúc còn lại là "Hands Held High". Đây cũng là ca khúc thứ 2 trong số 3 ca khúc của album có chứa ngôn từ tục tĩu (ngoài "Given Up" và "Hands Held High").
Cấu trúc của "Bleed It Out" tương tự như bản hit trước đó của ban nhạc, "Faint", đó là cả hai đều có độ dài khá ngắn, có chứa những câu rap, một đoạn điệp khúc và bridge, và cả hai bài đều nói về sự thất vọng.
Đoạn guitar riff chính của "Bleed It Out" lặp lại xuyên suốt phần lớn bài hát là do tay guitar Brad Delson đã chơi sai một nốt. Cũng vì vậy mà tiêu đề ban đầu của bài là "Accident" ("Tai nạn").
Theo tập sách album, bài hát chủ yếu là kết quả của việc cả ban nhạc "tận hưởng quá trình" thực hiện album. Ngoài ra, Mike Shinoda nói rằng phần lời của ca khúc này rất khó để hoàn thiện, vì ông đã viết lại lời cho bài hát này khoảng một trăm lần (được nhắc đến trong câu đầu tiên của bài hát: "Here we go for the hundredth time", tạm dịch là "Chúng ta chơi lần thứ 100 trăm nào") cho đến khi ban nhạc hài lòng với kết quả.
Bài hát là ca khúc ngắn nhất trong Minutes to Midnight, ngoài bản nhạc cụ mở bài, "Wake". Tuy nhiên, trong các buổi biểu diễn trực tiếp, phần bridge của bài hát thường được mở rộng bằng phần độc tấu trống của Rob Bourdon.
Nó được biểu diễn trực tiếp lần đầu tiên trong buổi biểu diễn tại Webster Hall ở Thành phố New York vào ngày 11 tháng 5 năm 2007. Các buổi biểu diễn trực tiếp đáng chú ý khác của bài hát bao gồm khi nó được biểu diễn ở Tokyo vào ngày 7 tháng 7 năm 2007 và được phát sóng trong Live Earth, The Concerts for a Climate in Crisis, cũng như khi nó được biểu diễn vào một tập của Saturday Night Live vào ngày 12 tháng 5 năm 2007.  Linkin Park cũng đã trình diễn bài hát tại Lễ trao giải MTV Video Music năm 2007, với phần mở bài hip-hop được thêm vào của Timbaland.

## Video âm nhạc

Linkin Park biểu diễn trong cảnh đánh nhau tại quán bar của video âm nhạc

Video âm nhạc của bài hát được đạo diễn bởi Joe Hahn và được công chiếu vào ngày 31 tháng 7 năm 2007 trên kênh MTV Đức. Video âm nhạc được công chiếu lần đầu tiên tại Hoa Kỳ vào ngày 6 tháng 8 năm 2007 suốt cả ngày trên "Unleashed" của MTV2. Nó cũng có buổi ra mắt trên TRL cùng ngày với "Unleashed" của MTV2. Nó ra mắt ở vị trí thứ 27 trên Countdown của Muchmusic vào ngày 3 tháng 8.
Video được xướng tên là video Rock số 1 của Muchmusic năm 2007 trong chuỗi chương trình đặc biệt Holiday Wrap hàng năm của họ. Ngoài ra, tại Giải thưởng Video ManyMusic 2008, "Bleed It Out" đã giành được giải Video Quốc tế xuất sắc nhất - Nhóm.
Warner Bros. Records đã phát hành một video trực tiếp của "Bleed it Out" độc quyền trên kênh YouTube của họ. Video trực tiếp được quay tại Nhật Bản vào ngày 7 tháng 7 năm 2007, khi Linkin Park đang biểu diễn trong buổi hòa nhạc Live Earth. Phiên bản này được Warner Records kiểm duyệt các từ "fuck" và "noose" ("thòng lọng" - gây liên tưởng đến việc tự tử). Các phiên bản lấy từ các mạng như NBC và MSN có lời bài hát chưa được kiểm duyệt.
Tính đến tháng 2 năm 2021, bài hát đã có 110 triệu lượt xem trên YouTube.

## Phiên bản đã chỉnh sửa
Trên phiên bản chỉnh sửa ít sử dụng ngôn từ tục tĩu hơn, tuy nhiên từ "thòng lọng" đã được kiểm duyệt trên MTV và VH1, nhưng không phải trên phiên bản chỉnh sửa của album hoặc chỉnh sửa trên đài phát thanh.

## Doanh số thương mại
Bài hát đã xếp hạng trong các bảng xếp hạng âm nhạc ngay cả trước khi phát hành chính thức. Bài hát đạt vị trí 52 trên Billboard US Hot 100 và 54 trên Billboard Pop 100. Bài hát là đĩa đơn xếp hạng đầu tiên của ban nhạc trên Modern Rock Tracks không đạt được vị trí số 1 kể từ "Pts.Of.Athrty" vào năm 2002. Tuy nhiên nó đã giữ vị trí số 2 trên bảng xếp hạng trong 9 tuần liên tiếp sau đó, để rồi bị thay thế bởi Never Too Late của Three Days Grace, bị từ chối vị trí số 1 bởi "The Pretender" của Foo Fighters. Nó cũng đạt hạng 3 trên bảng xếp hạng Mainstream Rock Tracks.
Tính đến tháng 6 năm 2014, "Bleed It Out" đã bán được hơn 1.920.000 bản tại Mỹ, trở thành đĩa đơn bán chạy thứ 7 mọi thời đại của ban nhạc tại Mỹ.

## Danh sách ca khúc
Tất cả các ca khúc được viết bởi Linkin Park.
| CD  | CD                                | CD         |
| STT | Nhan đề                           | Thời lượng |
| --- | --------------------------------- | ---------- |
| 1.  | "Bleed It Out"                    | 2:44       |
| 2.  | "Given Up" (Third Encore Session) | 3:08       |

Tất cả các ca khúc được viết bởi Linkin Park.
| đĩa đơn Maxi Úc • đĩa EP iTunes | đĩa đơn Maxi Úc • đĩa EP iTunes    | đĩa đơn Maxi Úc • đĩa EP iTunes |
| STT                             | Nhan đề                            | Thời lượng                      |
| ------------------------------- | ---------------------------------- | ------------------------------- |
| 1.                              | "Bleed It Out"                     | 2:44                            |
| 2.                              | "What I've Done" (Distorted Remix) | 3:47                            |
| 3.                              | "Given Up" (Third Encore Session)  | 3:08                            |

Tất cả các ca khúc được viết bởi Linkin Park.
| đĩa than hình 7" | đĩa than hình 7"                   | đĩa than hình 7" |
| STT              | Nhan đề                            | Thời lượng       |
| ---------------- | ---------------------------------- | ---------------- |
| 1.               | "Bleed It Out"                     | 2:44             |
| 2.               | "What I've Done" (Distorted Remix) | 3:47             |

## Xếp hạng

### Bảng xếp hạng hàng tuần
| Bảng xếp hạng (2007–08)              | Vị trí cao nhất |
| ------------------------------------ | --------------- |
| Úc (ARIA)                            | 24              |
| Áo (Ö3 Austria Top 40)               | 43              |
| Bỉ (Ultratop 50 Flanders)            | 22              |
| Bỉ (Ultratop 50 Wallonia)            | 7               |
| Canada (Canadian Hot 100)            | 22              |
| Canada Rock (Billboard)              | 3               |
| Cộng hòa Séc (Rádio Top 100)         | 5               |
| Đức (GfK)                            | 40              |
| Ireland (IRMA)                       | 43              |
| Hà Lan (Single Top 100)              | 79              |
| New Zealand (Recorded Music NZ)      | 7               |
| Scotland (OCC)                       | 20              |
| Slovakia (Rádio Top 100)             | 68              |
| Thụy Điển (Sverigetopplistan)        | 14              |
| Thụy Sĩ (Schweizer Hitparade)        | 42              |
| Anh Quốc (OCC)                       | 29              |
| Anh Quốc Rock and Metal (OCC)        | 1               |
| Hoa Kỳ Billboard Hot 100             | 52              |
| Hoa Kỳ Alternative Songs (Billboard) | 2               |
| Hoa Kỳ Mainstream Rock (Billboard)   | 3               |
| US Pop 100 (Billboard)               | 54              |

| Bảng xếp hạng (2017)              | Vị trí cao nhất |
| --------------------------------- | --------------- |
| Hungary (Single Top 40)           | 35              |
| Bồ Đào Nha (AFP)                  | 87              |
| Hoa Kỳ Hot Rock Songs (Billboard) | 16              |

### Bảng xếp hạng cuối năm
| Bảng xếp hạng (2019) | Vị trí |
| -------------------- | ------ |
| Bồ Đào Nha (AFP)     | 1632   |

## Chứng nhận
| Quốc gia | Chứng nhận  | Số đơn vị/doanh số chứng nhận |
| --- | ----------- | ----------------------------- |
| Ý (FIMI) | Gold        | 25.000‡                       |
| New Zealand (RMNZ) | Gold        | 7,500*                        |
| Anh Quốc (BPI) | Silver      | 200.000^                      |
| Hoa Kỳ (RIAA) | 2× Platinum | 2.000.000‡                    |
| * Chứng nhận dựa theo doanh số tiêu thụ. ^ Chứng nhận dựa theo doanh số nhập hàng. ‡ Chứng nhận dựa theo doanh số tiêu thụ và phát trực tuyến. |             |                               |